# Iolana vareai
Iolana vareai är en fjärilsart som beskrevs av Ramon Agenjo Cecilia 1970. Iolana vareai ingår i släktet Iolana och familjen juvelvingar. Inga underarter finns listade i Catalogue of Life.